# Pointe des Poulains
La pointe des Poulains est une presqu'île située sur la commune de Sauzon à l'extrémité nord-ouest de Belle-Île-en-Mer (Morbihan, France).

## Étymologie
Le nom Poulains vient, phonétiquement, du breton, mais deux étymologies sont proposées. Beg Er Pollen qui signifie « pointe (ou cap) des rochers isolés »  ou Poul Awen qui veut dire « trou aux eaux tumultueuses »[réf. nécessaire].

## Description
La pointe des Poulains est une pointe rocheuse entourée de falaises. Elle est prolongée au nord par un îlot où se trouve un phare, accessible à marée basse par un tombolo. Ce tombolo est également une plage de sable et de cailloux, baignée par la mer sur plusieurs de ses côtés.
Le site est remarqué pour le panorama qu'il offre, le rocher du Chien ainsi que l'ancienne propriété de Sarah Bernhardt.

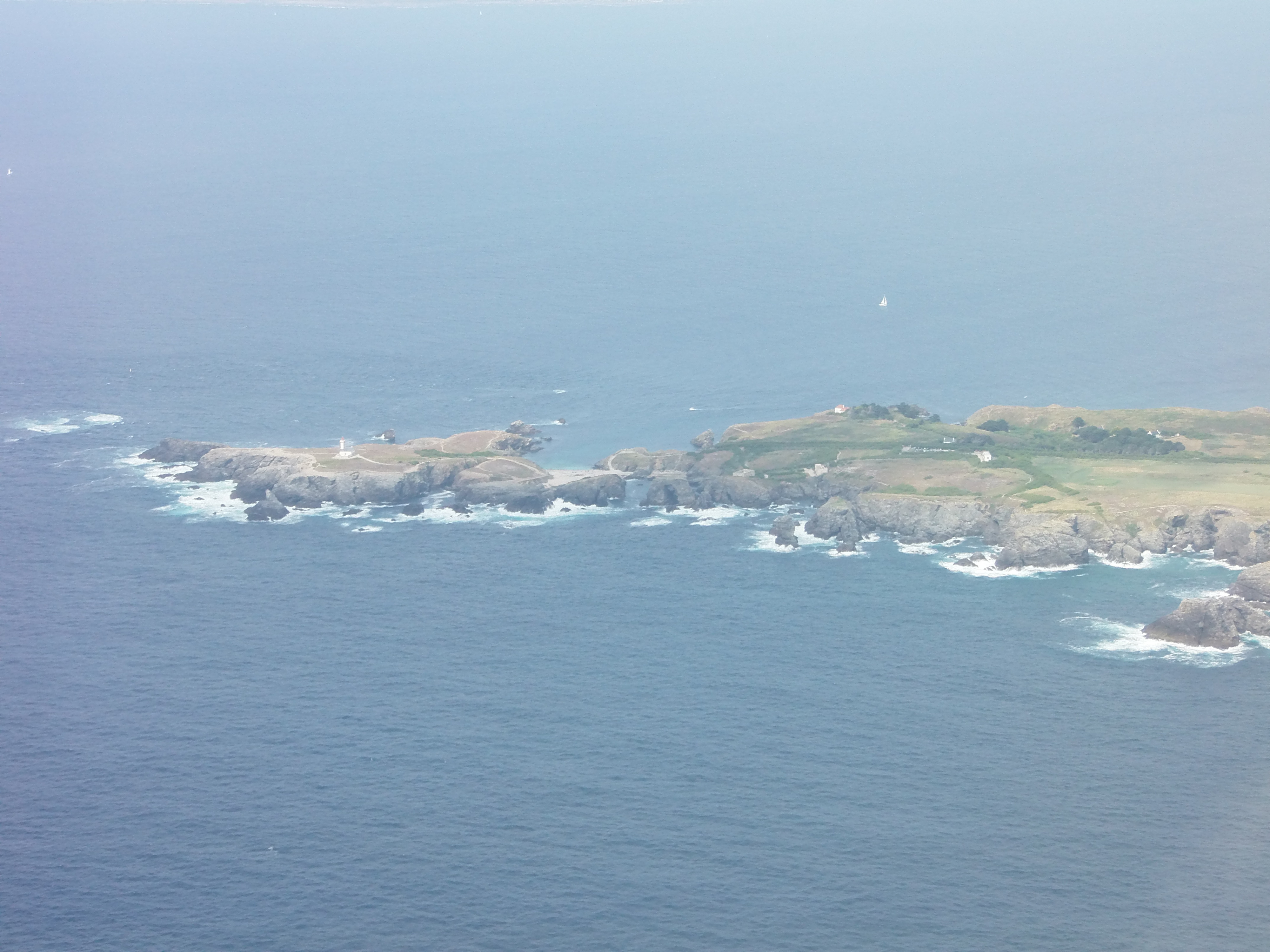
Vue aérienne de la pointe des Poulains

## Historique

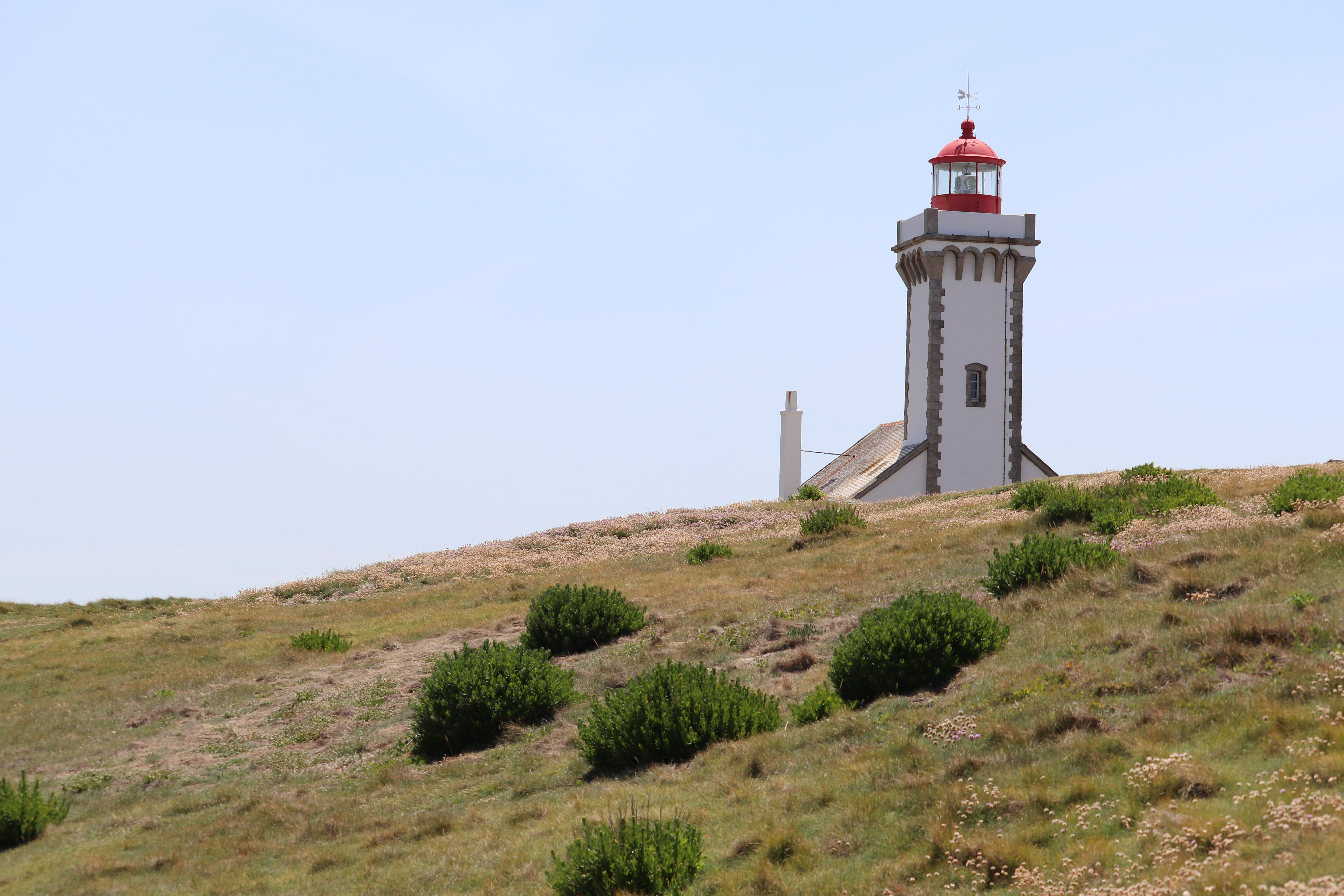
Phare de la Pointe des Poulains

Le petit phare des Poulains, dont l'autonomie est désormais assurée par des panneaux solaires, est construit en 1868 au bout de la pointe.

Le site est fréquenté par le tourisme depuis au moins 1880, date du premier guide touristique de Belle-Île-en-mer qui décrit la pointe comme « la partie de l’île la plus intéressante, celle qui frappe le plus l’imagination » par son spectacle « grandiose » et « effrayant ». La pointe des Poulains fait partie des étapes du tour de l'île proposé par les guides touristiques à la fin du XIXe siècle ; elle devient plus facilement accessible grâce au développement des voitures avec cocher et de l'hébergement.

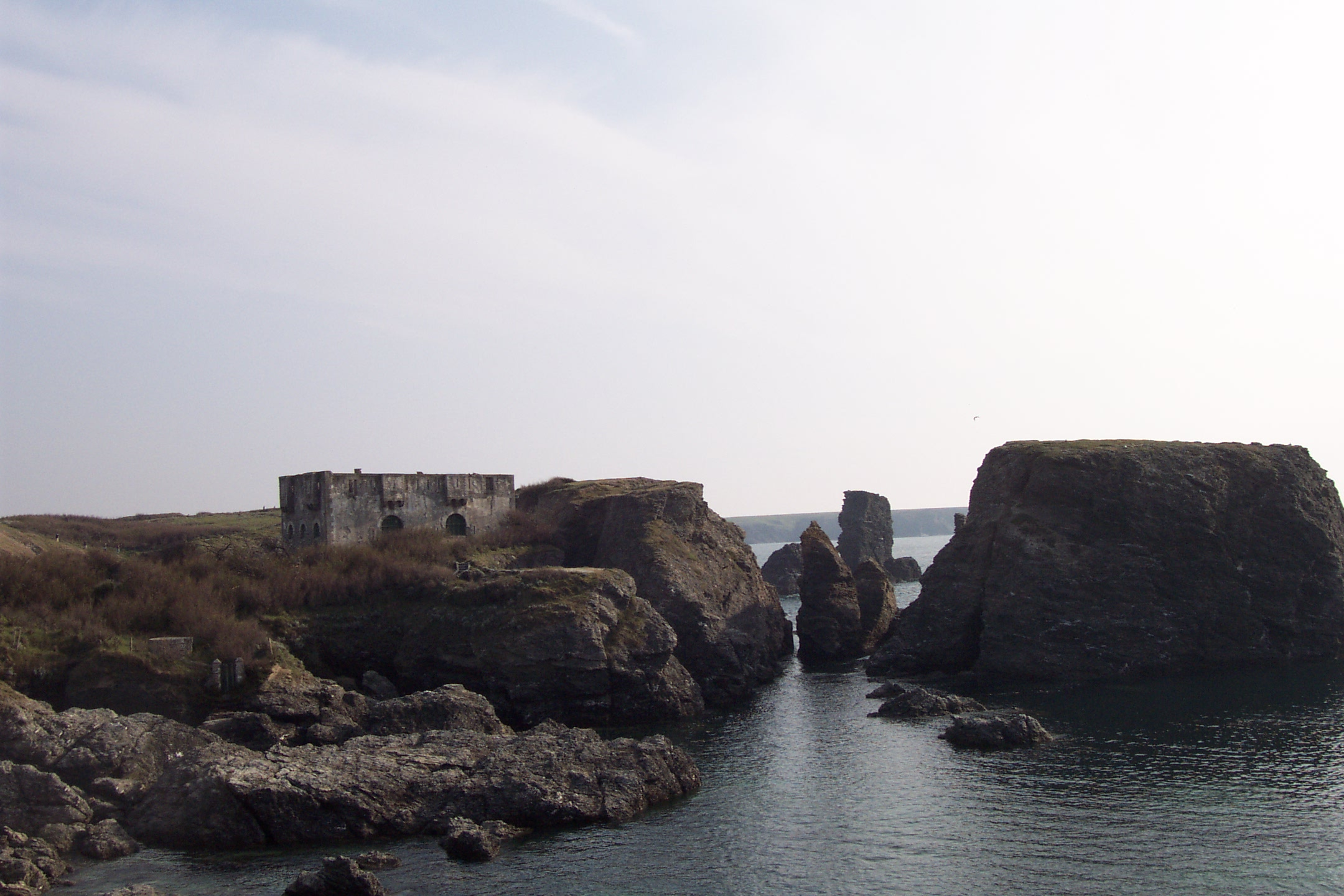
Le fort de Sarah Bernhardt.

La pointe des Poulains a été transformée par la volonté d'une des plus grandes célébrités de l'époque : la tragédienne Sarah Bernhardt. Tombée amoureuse du site, elle acquiert le fort le 11 novembre 1894 et le transforme en habitation. En 1897, elle fait construire la villa Les Cinq Parties du monde pour son usage personnel et un peu plus tard la villa Lysiane pour accueillir ses amis de passage. Jusqu'à la fin de sa vie en 1923, Sarah Bernhardt restera fidèle à cet endroit qu'elle fréquentera chaque été.

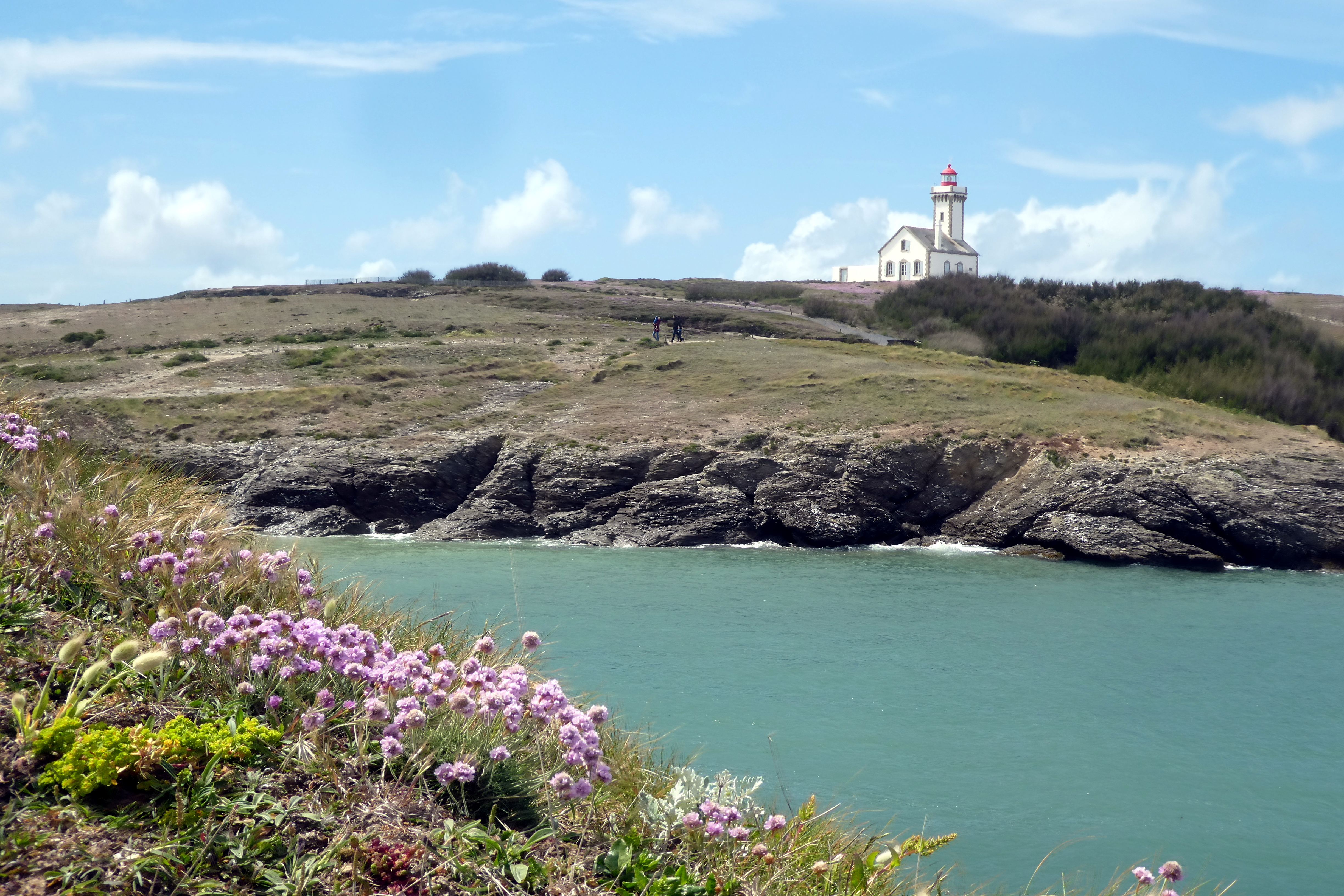
La pointe des Poulains et ses sentiers en 2021

À partir des années 1960, l'augmentation du tourisme s'accélère sur l'île et notamment à la pointe des Poulains. En 1971, le site est classé patrimoine national et reconnu espace d’intérêt biologique remarquable. Les différents plans d'aménagement du territoire développés dans les années 1970 et 1980 protègent la pointe des Poulains de l'urbanisation. En 1998, le site est classé « Zone spéciale de conservation » dans le cadre du réseau européen Natura 2000. Malgré cette volonté de préservation des paysages, les bâtiments se dégradent jusqu'en 2000 où le site est acquis par le Conservatoire du Littoral, qui commence sa réhabilitation tout en préservant la nature de l'endroit : le parking est déplacé et des sentiers pour les visiteurs évitent le piétinement du site. L'îlot où se trouve le phare devient à nouveau accessible au public. Les travaux sont lancés en 2003 pour les espaces extérieurs et en 2004 pour les bâtiments. Le site rouvre en 2005.

Les cendres de Jean-Roger Caussimon, décédé le 20 octobre 1985 à l'hôpital de La Pitié-La Salpétrière, crématisé au cimetière du Père-Lachaise, sont dispersées le 2 novembre 1985 à la pointe des Poulains.

## Visite

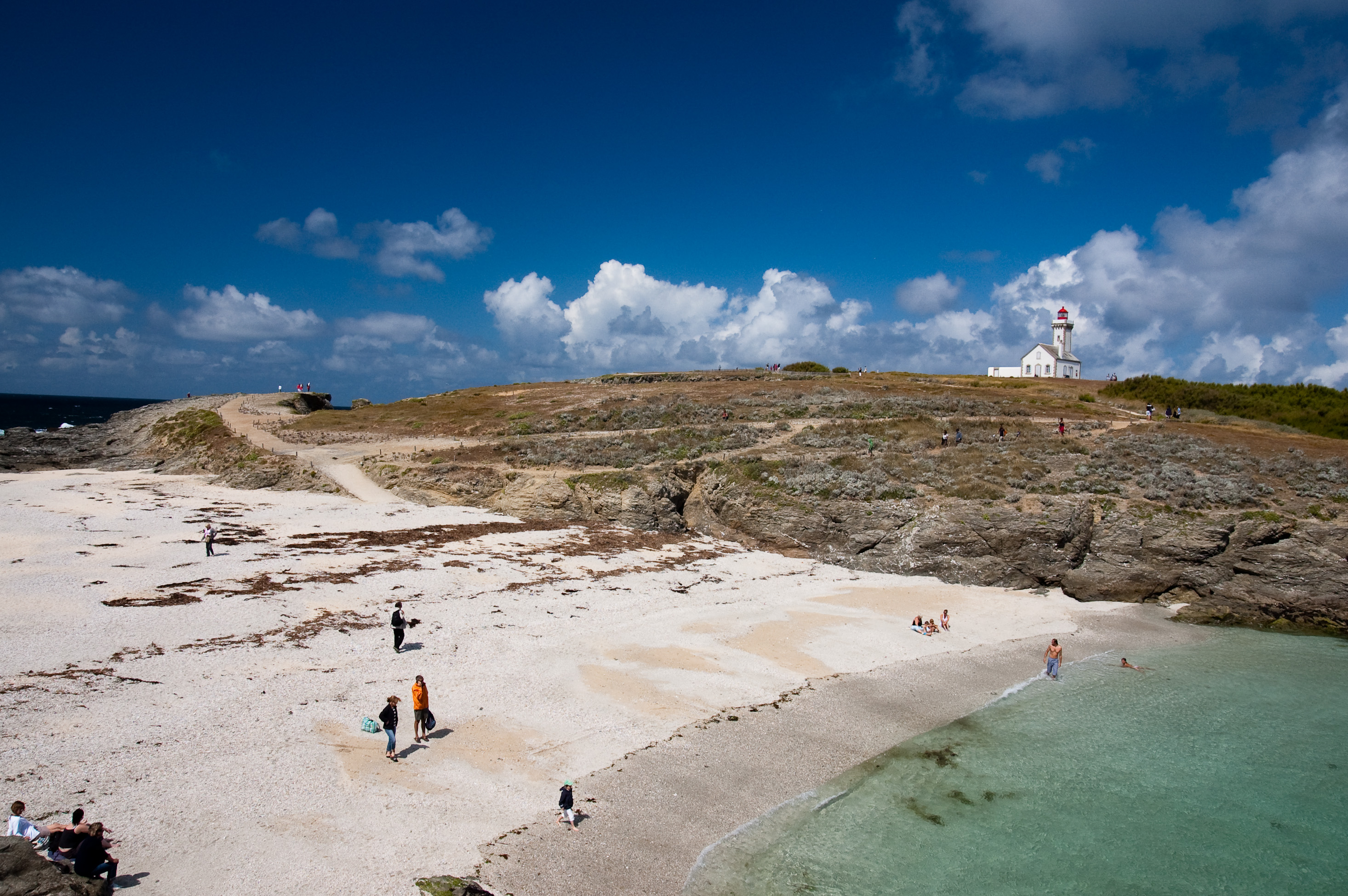
La plage des Poulains

Le site de la pointe des Poulains accueille environ 150 000 visiteurs par an, principalement en juillet et août. Il est une étape incontournable dans le classique tour de l'île proposée aux touristes par les sociétés de tourisme.
Après rénovations, le fort, la villa Lysiane et la villa Les Cinq Parties du monde sont accessibles au public comme Espace muséographique Sarah Bernhardt. Les demeures de la tragédienne sont réaménagées dans leur décor du début du XXe siècle.
Le fort, qui est inscrit Monument historique depuis le 30 octobre 2000, a reçu le label Maisons des Illustres, créé par le Ministère de la Culture, et signalant des lieux en rapport avec des personnalités.

## Zone naturelle protégée

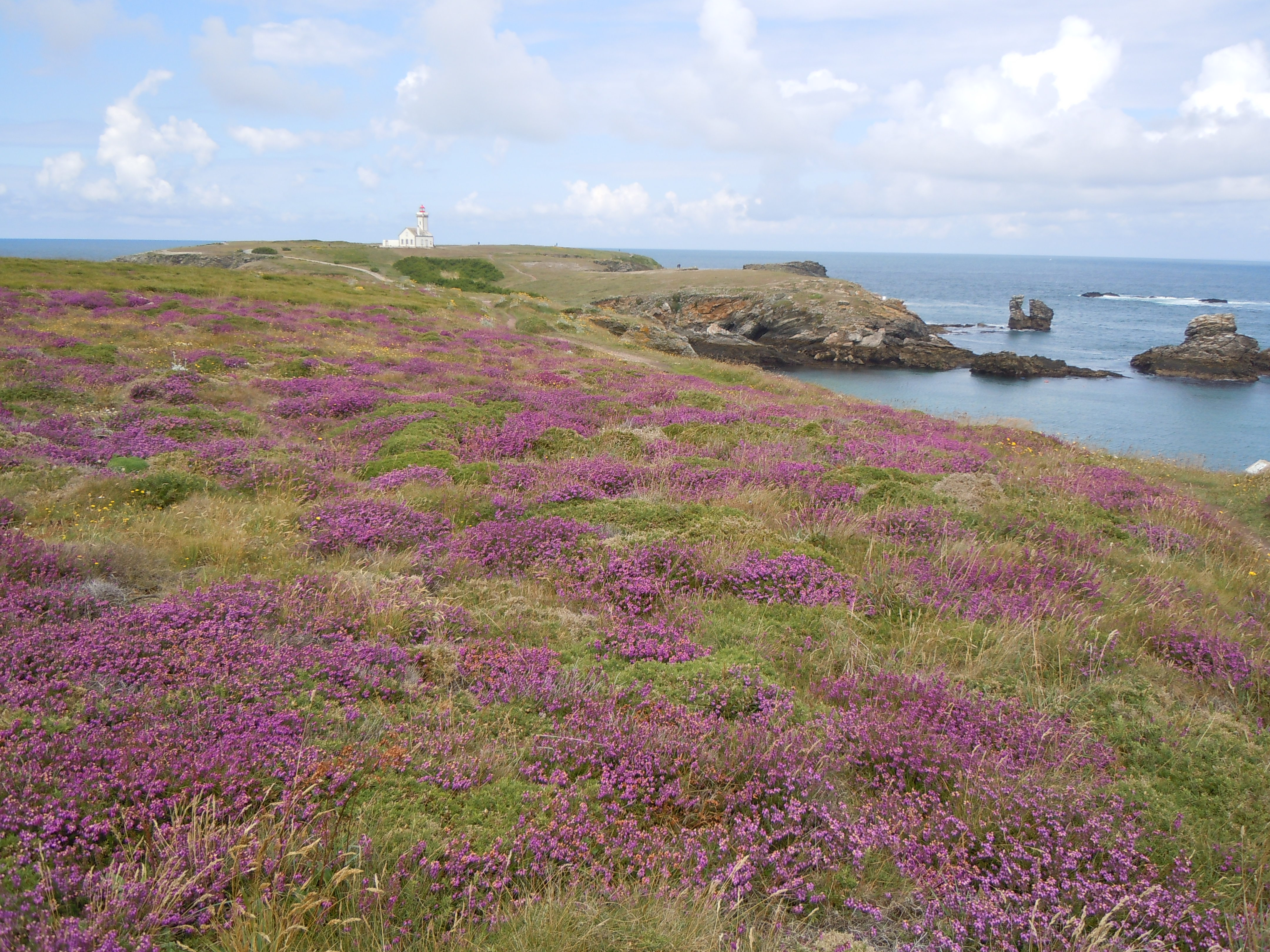
Landes à bruyères à la Pointe des Poulains

Le site de la Pointe des Poulains est classé zone naturelle d'intérêt écologique, faunistique et floristique sur une surface de 100 hectares. 